# Recaș
Recaș (în maghiară Temesrékas, în germană Rekasch, in sârbă Рекаш) este un oraș în județul Timiș, Banat, România, format din localitatea componentă Recaș (reședința), și din satele Bazoș, Herneacova, Izvin, Nadăș, Petrovaselo și Stanciova. A primit statutul de oraș în aprilie 2004. Recașul are o populație de 9.584 și este un oraș divers din punct de vedere etnic, aici trăind împreună români, maghiari, sârbi, croați, germani (șvabi) și romi. A fost capitala plășii Recaș, din județul interbelic Timiș-Torontal.

## Geografie
Este situat la o distanță de 19 km de Timișoara și 37 km de Lugoj, pe drumul național DN6 (european E70).
Orașul este accesibil și pe calea aerului fiind aflat la 20 de km de Aeroportul Internațional Traian Vuia Timișoara care are curse directe către Roma, Verona, Veneția, Treviso, Milano, Bologna, Florența, Bari și Ancona.
De asemenea, Recaș se află pe magistrala principală ce leagă Timișoara de București.

## Istorie
Cea mai veche mențiune despre Recaș datează din 1318. Încă din Evul Mediu se numește ca și în prezent (Rekas la 1450). Numele său are o rădăcină slavă („rika”=pârâu), dar există dovezi că satul era valah. Astfel, istoricul dr. Nicolae Ilieșiu arată că în 1359 la Recaș s-au așezat mai multe familii de români din Moldova, care au primit pământ și privilegii de la regele Ludovic cel Mare, fără să fie obligați să renunțe la ortodoxie. Dar puțin mai târziu primesc aceleași drepturi și mai mulți români-bulgari, așadar compoziția etnică a devenit mai variată.
Recaș s-a remarcat de timpuriu ca centru important în regiune. La 1470 exista un oppidum Rekas, care cuprindea 20 de localități. A primit așadar privilegii de oraș și exista aici chiar și o vamă. La 1650 sunt așezați la Recaș sârbi din zona Bacica (Bačka). Localnicii i-au numit „șocați”, pentru că erau de religie catolică și conform unor opinii, ar fi fost croați.
În urma valurilor de colonizare habsburgică, la mijlocul secolului XVII se formaseră trei așezări distincte: Recașul Valahilor (Vlașnița), Recașul Șocaților (al sârbilor) și Recașul Bulgaria. In Recaș românii au avut o amplasare mai puțin favorabilă, anume în lunca joasă a râului Timiș, în zona gării C.F.R. de azi. Din cauza inundațiilor frecvente, dar și a conflictelor cu sârbii (de fapt români serbizați în Evul mediu în Metohia /Kosovo și refugiați peste Dunăre), românii au fost nevoiți să se mute, mulți dintre ei stabilindu-se în localitatea vecină Izvin. Prin urmare, atunci când habsburgii cuceresc Banatul (1716-42) și întocmesc primul recensământ (1742), Recașul Valah apare ca depopulat.
Sub habsburgi, Recașul a cunoscut o nouă etapă de dezvoltare iar colonizările au continuat. La 1764, administratorul Koll aduce un număr mare de coloniști germanofoni catolici, preponderent suabi (șvabi, Schwaben), care formează nucleul Recașului german. Până în 1786 se așează la Recaș mai multe valuri de emigranți șvabi în căutarea unui trai mai bun. După ce Banatul trece sub administrație maghiară (1867) are loc și un proces de maghiarizare și colonizare cu maghiari. Maghiarizarea începe efectiv pe la 1869, iar cel mai mare val de coloniști maghiari se așează la Recaș în 1899. La sfârșitul secolului XIX și începutul secolului XX, Recașul cunoaște o perioadă de dezvoltare fără precedent, polarizând viața socială și economică din zonă (devine reședință de pretură, are judecătorie, birou de carte funciară, percepție fiscală).
```
În 1894 a fost construită fabrica de cărămidă cu 100 de angajați, iar în anul 1902 a apărut primul ziar german “Temesrekaser Zeitung” (Ziarul Recașului de Timiș) cu ediții săptămânale. 
```

După instalarea administrației românești (2-3 august 1919) Recașul dispunea de școală primară, școală confesională catolică, cazinou, o asociație a pompierilor, un cerc agricol german și in club sportiv.
În perioada socialistă (1948-89) Recașul a avut statutul de comună cu 6 sate aparținătoare (Izvin, Bazoș, Petrovaselo, Herneacova, Stanciova și Nadăș).
În urma unui referendum local și a îndeplinirii condițiilor administrative necesare, localitatea Recaș a dobândit în anul 2004 statutul de oraș.

## Personalități
- Josef Geml (1858 - 1929), primar al Timișoarei, notar și istoric local;
- Lucian Georgevici (1875 - 1940), avocat român și delegat la Marea Adunare Națională de la Alba Iulia 1918;
- Győző Mihailich (1877 - 1966), inginer, membru al Academiei Maghiare de Științe;
- Ciprian-Titi Stoica (n. 1982), politician AUR.

## Demografie
Componența etnică a orașului Recaș
     Români (72,4%)
     Maghiari (3,57%)
     Sârbi (1,76%)
     Alte etnii (1,44%)
     Necunoscută (20,83%)
Componența confesională a orașului Recaș
     Ortodocși (60,48%)
     Penticostali (8,28%)
     Romano-catolici (6,37%)
     Ortodocși sârbi (1,71%)
     Alte religii (1,74%)
     Necunoscută (21,42%)
Conform recensământului efectuat în 2021, populația orașului Recaș se ridică la 8.347 de locuitori, în creștere față de recensământul anterior din 2011, când fuseseră înregistrați 8.336 de locuitori. Majoritatea locuitorilor sunt români (72,4%), cu minorități de maghiari (3,57%) și sârbi (1,76%), iar pentru 20,83% nu se cunoaște apartenența etnică. Din punct de vedere confesional, majoritatea locuitorilor sunt ortodocși (60,48%), cu minorități de penticostali (8,28%), romano-catolici (6,37%) și ortodocși sârbi (1,71%), iar pentru 21,42% nu se cunoaște apartenența confesională.

## Cultura
Instituții culturale
- Casa de Cultură „Ion Cojar“ Recaș
- Muzeul de Istorie Recaș
- Biblioteca Recaș
- Cămine culturale: Bazoș, Herneacova, Petrovaselo si Stanciova
Monumente
- Monumentul eroilor căzuți la datorie în Primul  și Al Doilea Război Mondial: Recaș, Bazoșu Vechi și Izvin
- Plăci comemorative ale eroilor din Primul și Al Doilea Război Mondial:Petrovaselo
Biserici, mănăstiri și lăcașe de cult
- Biserici ortodoxe române: Recaș (1924), Izvin (1786), Nadăș (1901, biserica de lemn - sec.al XVIII-lea), Bazoș (1910), Stanciova (1927, capelă) și Herneacova (1870)
- Biserica ortodoxă sârbă Stanciova si Petrovaselo
- Biserica greco-catolică Izvin
- Biserici romano-catolice: Recaș (1918) și Bazoș (1933)
- Biserici baptiste: Recaș, Izvin și Bazoș
- Biserica penticostală Recaș
Alte manifestări cultural-religioase
- Ruga în localitățile: Izvin (1 mai); Bazoș (23 aprilie - Sf. Gheorghe); Petrovaselo și Stanciova (6 mai); Recaș (de Rusalii) și Herneacova (26 octombrie - Sf. Dumitru)

## Invățământ
Instituții școlare
- Liceul Teoretic Recaș (clasele I-XII)
- Școli cu clasele I-VIII: Izvin și Bazoș
- Școala cu clasele I-IV Herneacova
- Școala cu clasele I-VIII “Constantin Păunescu” (regim special) Recaș
- Complexul de Servicii Specializate pentru Copilul cu Dizabilități Recaș (regim special)
- Grădinițe cu program normal: Recaș, Bazoș, Izvin, Herneacova, Petrovaselo și Stanciova

## Sănătate
- Dispensar medical Recaș - Cabinete medicale- 5: Recaș
- Laborator de analize - 1: Recaș
- 4 Cabinete stomatologice
- Farmacii - 3: Recaș (două) și Izvin
- Dispensar veterinar: Recaș
- Farmacie veterinară: Recaș

## Agrement
Baze sportive și de agrement
- Sala de Sport  Recaș
- Echipe sportive: Asociația Sportivă Recaș
- Sala Sporturilor Recaș
- Stadion Recaș
- Terenuri de fotbal: Izvin, Bazoș, Petrovaselo, Stanciova și Herneacova

## Economie

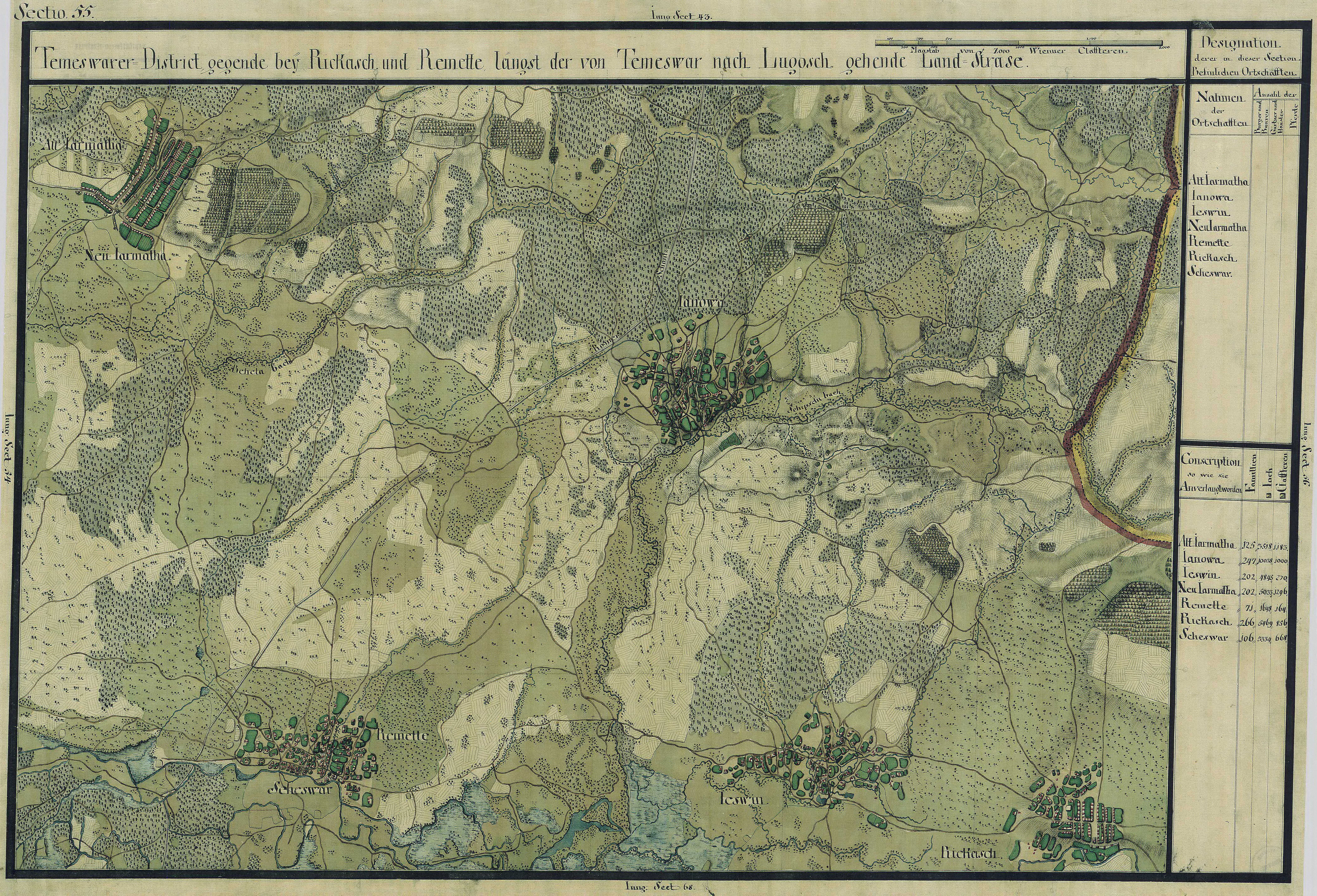
Recaș în Harta Iosefină a Banatului, 1769-72

Zona este cunoscută în special pentru calitatea vinurilor sale. Notabil este însă faptul că în ultimii ani activitatea economică a început să se diversifice.

## Politică și administrație
Orașul Recaș este administrat de un primar și un consiliu local compus din 17 consilieri. Primarul, Aurel-Adrian Pavel[*], de la Partidul Social Democrat, este în funcție din 1 noiembrie 2024. Începând cu alegerile locale din 2024, consiliul local are următoarea componență pe partide politice:
|  | Partid                          | Consilieri | Componența Consiliului | Componența Consiliului | Componența Consiliului | Componența Consiliului | Componența Consiliului | Componența Consiliului | Componența Consiliului | Componența Consiliului | Componența Consiliului | Componența Consiliului |
|  | ------------------------------- | ---------- | ---------------------- | ---------------------- | ---------------------- | ---------------------- | ---------------------- | ---------------------- | ---------------------- | ---------------------- | ---------------------- | ---------------------- |
|  | Partidul Social Democrat        | 10         |                        |                        |                        |                        |                        |                        |                        |                        |                        |                        |
|  | Partidul Puterii Umaniste       | 4          |                        |                        |                        |                        |                        |                        |                        |                        |                        |                        |
|  | Alianța pentru Unirea Românilor | 1          |                        |                        |                        |                        |                        |                        |                        |                        |                        |                        |
|  | Uniunea Salvați România         | 1          |                        |                        |                        |                        |                        |                        |                        |                        |                        |                        |
|  | Forța Dreptei                   | 1          |                        |                        |                        |                        |                        |                        |                        |                        |                        |                        |

### Orașe înfrățite
Orașul Recaș este înfrățit cu următoarea localitate:
- Cernea Ungurească, Serbia